# A View to a Kill (videogioco 1985 Domark)
A View to a Kill, spesso sottotitolato The Computer Game, è un videogioco tratto dal film 007 - Bersaglio mobile, pubblicato nel 1985 per gli home computer Amstrad CPC, Commodore 64, MSX, Oric e ZX Spectrum dalla Domark. Si compone di tre parti di genere differente, ispirate ad altrettante scene d'azione del film, in cui si controlla James Bond a piedi o in auto.
È in assoluto il secondo videogioco su James Bond prodotto con licenza ufficiale, e il primo prodotto dalla Domark, che negli anni successivi ne pubblicò altri cinque. Pochi mesi dopo uscì un altro A View to a Kill tratto dallo stesso film, ma di genere e produttori completamente diversi.
A View to a Kill fu uno dei primi titoli della Domark. Nonostante l'importante licenza ottenuta, non ebbe il successo sperato; uscì in ritardo e non nella forma prevista, secondo l'azienda a causa della troppa libertà lasciata ai programmatori. Le recensioni della critica diedero di solito giudizi medi.

## Modalità di gioco
Il gioco è suddiviso in tre parti (solo due su MSX) e, sebbene abbiano un ordine prestabilito che corrisponde all'ordine delle scene nel film, è possibile iniziare a giocare direttamente una qualsiasi delle tre. Tuttavia, se si completa una delle prime parti, si ottiene un codice da inserire quando si gioca la successiva, che permette di tenere conto dei risultati raggiunti nella parte precedente.
Segue la descrizione delle tre parti (l'ordine è invertito su Amstrad CPC).
1. Paris Chase: guidando un taxi sequestrato in un labirinto di strade, Bond deve inseguire la sicaria May Day che si è gettata col paracadute dalla Torre Eiffel. In basso appare una vista dall'alto delle strade circostanti, a scorrimento multidirezionale, e in alto una vista tridimensionale dal parabrezza, con grafica semplice che mostra solo anonime pareti. Un indicatore dice l'altitudine di May Day e un segnale sonoro rivela la sua vicinanza. L'obiettivo è trovarsi nel punto non prevedibile dove May Day atterrerà. Un eccesso di scontri con altre auto vaganti o con le pareti causa la sconfitta anticipata. L'auto può viaggiare a varie velocità e può anche sparare agli altri veicoli o fare curve con freno a mano. Questa prima parte non è presente nella versione MSX.
2. City Hall: nel municipio di San Francisco in fiamme, si deve salvare la Bond girl Stacey imprigionata nell'ascensore e scappare dall'edificio. Una visuale pseudo-tridimensionale mostra la stanza dove Bond si trova attualmente. Ci sono molte stanze su più piani; un'immagine in piccolo della facciata del municipio fa da minimappa e mostra la posizione del personaggio, quali stanze sono state visitate e il progresso del fuoco, che invade sempre più stanze. Bond può camminare nelle quattro direzioni e attivare un menù delle azioni. Il menù, chiamato Duck shoot nel manuale, permette di far scorrere prima un inventario degli oggetti trasportati e poi un elenco dei comandi possibili (come cerca, lascia, usa, dai...).
3. The Mine - Silicon Valley: Bond deve trovare e disinnescare una bomba all'interno di una miniera e verrà aiutato anche da May Day, che è stata tradita dal suo capo. La miniera è un grande labirinto a piattaforme, con visuale di lato a scorrimento multidirezionale. Bond può correre in orizzontale, saltare, arrampicarsi su corde, anche sparate da lui con un lancia-rampini, usare ascensori e altri oggetti. Anche qui è disponibile il menù Duck shoot, con alcuni comandi diversi. Su Commodore 64 e ZX Spectrum un contatore Geiger, se è stato raccolto nella parte precedente, aiuta a trovare la bomba.

## Colonna sonora
Nel gioco sono presenti versioni computerizzate sia del tema di James Bond sia del brano A View to a Kill, colonna sonora del film (il secondo non è presente nella versione MSX).
Nelle versioni Commodore 64 e ZX Spectrum si possono sentire anche alcune frasi in voce digitalizzata, come "My name is Bond, James Bond".